# Le Docteur Jivago (roman)
Pour les articles homonymes, voir Le Docteur Jivago.
Cet article possède un paronyme, voir Dr. Z-Vago.
 (avril 2025).
La mise en forme du texte ne suit pas les recommandations de Wikipédia : il faut le « wikifier ».
Les points d'amélioration suivants sont les cas les plus fréquents. Le détail des points à revoir est peut-être précisé sur la page de discussion.
- Les titres sont pré-formatés par le logiciel. Ils ne sont ni en capitales, ni en gras.
- Le texte ne doit pas être écrit en capitales (les noms de famille non plus), ni en gras, ni en italique, ni en « petit »…
- Le gras n'est utilisé que pour surligner le titre de l'article dans l'introduction, une seule fois.
- L'italique est rarement utilisé : mots en langue étrangère, titres d'œuvres, noms de bateaux, etc.
- Les citations ne sont pas en italique mais en corps de texte normal. Elles sont entourées par des guillemets français : « et ».
- Les listes à puces sont à éviter, des paragraphes rédigés étant largement préférés. Les tableaux sont à réserver à la présentation de données structurées (résultats, etc.).
- Les appels de note de bas de page (petits chiffres en exposant, introduits par l'outil «  Source ») sont à placer entre la fin de phrase et le point final[comme ça].
- Les liens internes (vers d'autres articles de Wikipédia) sont à choisir avec parcimonie. Créez des liens vers des articles approfondissant le sujet. Les termes génériques sans rapport avec le sujet sont à éviter, ainsi que les répétitions de liens vers un même terme.
- Les liens externes sont à placer uniquement dans une section « Liens externes », à la fin de l'article. Ces liens sont à choisir avec parcimonie suivant les règles définies. Si un lien sert de source à l'article, son insertion dans le texte est à faire par les notes de bas de page.
- La présentation des références doit suivre les conventions bibliographiques. Il est recommandé d'utiliser les modèles {{Ouvrage}}, {{Chapitre}}, {{Article}}, {{Lien web}} et/ou {{Bibliographie}}. Le mode d'édition visuel peut mettre en forme automatiquement les références.
- Insérer une infobox (cadre d'informations à droite) n'est pas obligatoire pour parachever la mise en page.

Pour une aide détaillée, merci de consulter Aide:Wikification.
Si vous pensez que ces points ont été résolus, vous pouvez retirer ce bandeau et améliorer la mise en forme d'un autre article.
Le Docteur Jivago (en russe : Доктор Живаго, /ˈdoktər ʐɨˈvaɡə/) est un roman de l'écrivain soviétique Boris Pasternak publié pour la première fois en 1957 en Italie. Le roman porte le nom de son protagoniste, Iouri Jivago, médecin et poète, et se déroule principalement entre la révolution russe de 1917 et la Seconde Guerre mondiale.
En raison de la position indépendante de l'auteur par rapport à la révolution d'Octobre, la publication du roman est refusée en URSS. À l'instigation de Giangiacomo Feltrinelli, le manuscrit passe clandestinement à Milan où il est publié en 1957, traduit par Pietro Zveteremich. Pasternak reçoit le prix Nobel de littérature l'année suivante, un événement qui embarrasse et rend furieux le Parti communiste de l'Union soviétique.
Le roman est porté à l'écran par David Lean en 1965 et, depuis, a été adapté deux fois pour la télévision, la dernière fois, en 2006, sous forme d'une mini-série pour la télévision russe.
La première traduction française date de 1958. Pour raccourcir les délais, elle est confiée par les éditions Gallimard à quatre traducteurs : Jacqueline de Proyart, Hélène Peltier-Zamoyska, Louis Martinez et Michel Aucouturier. « Leur traduction est un exploit de goût et d'ingéniosité ardente, elle est inimitable, elle est céleste, géniale », écrit Pasternak à Brice Parain le 8 août 1958.
Une nouvelle traduction française paraît en 2023, confiée à Hélène Henry.

## Contexte

### Censure russe
Bien qu'il ait commencé Le Docteur Jivago dans les années 1910 et 1920, l'écrivain soviétique Boris Pasternak ne termine celui-ci qu'en 1955. Il le soumet pour publication au journal littéraire Novy Mir (en russe : Новый мир ; en français Nouveau monde) l'année suivante, en 1956. Cependant, les éditeurs refusent son roman en raison de son rejet implicite du réalisme socialiste. Boris Pasternak, tout comme le héros de son roman, Iouri Jivago, se montre plus préoccupé par le bien-être des individus que par celui de la société. Les censeurs soviétiques interprètent certains passages comme étant antisoviétiques. Ils s'opposent également aux critiques subtiles de Pasternak sur le stalinisme, la collectivisation, les grandes purges et le goulag.

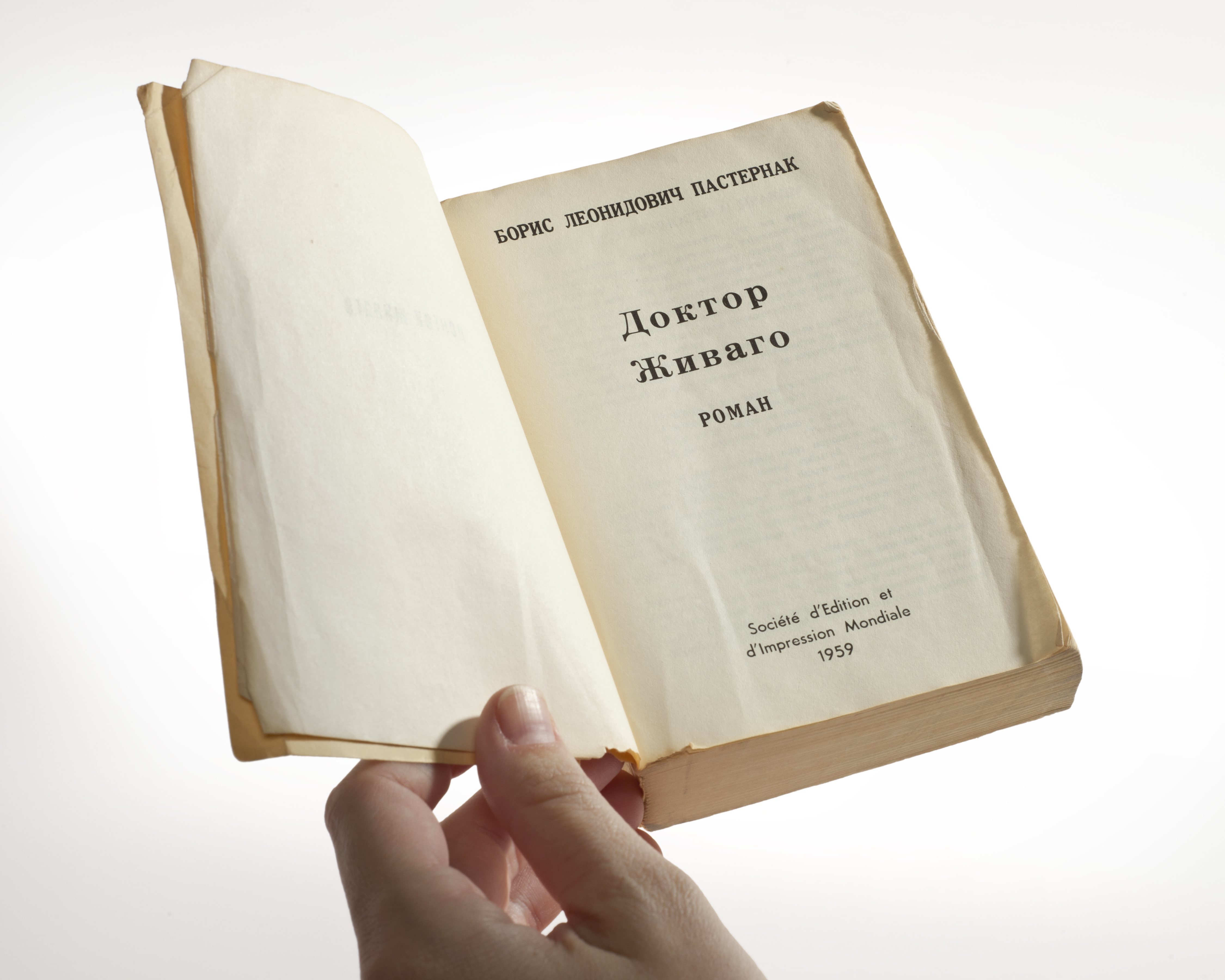
Édition miniature en russe du Docteur Jivago, 1959, financée par la CIA.

La première édition est publiée, dans une traduction italienne, en Italie, en novembre 1957, aux éditions Feltrinelli, en pleine guerre froide.
La diffusion du roman en Europe et en russe est activement favorisée par la CIA, qui obtient en janvier 1958 une copie du manuscrit dans sa langue originelle, en fait imprimer 1000 exemplaires à La Haye et les fait distribuer dans les principales capitales européennes, dont 365 à Bruxelles lors de l'Exposition universelle. Cette première édition pirate en russe paraît avant même les premières éditions russes officielles. Rien n'indique cependant que la CIA a cherché à favoriser l'obtention du prix Nobel de littérature par Pasternak, bien qu'on puisse reconnaître la valeur politique de l'attribution de ce prix dans une période de Guerre Froide.
En 1958, Pasternak reçoit le prix Nobel de littérature, qu'il doit refuser sous la contrainte du pouvoir politique,. Le roman est autorisé à paraître en URSS vers novembre 1985 : premier signe d'ouverture de Mikhaïl Gorbatchev.
Le roman fait désormais partie (2003) du programme scolaire russe et est lu en 11e année (équivalent de la classe de Première).

## Intrigue

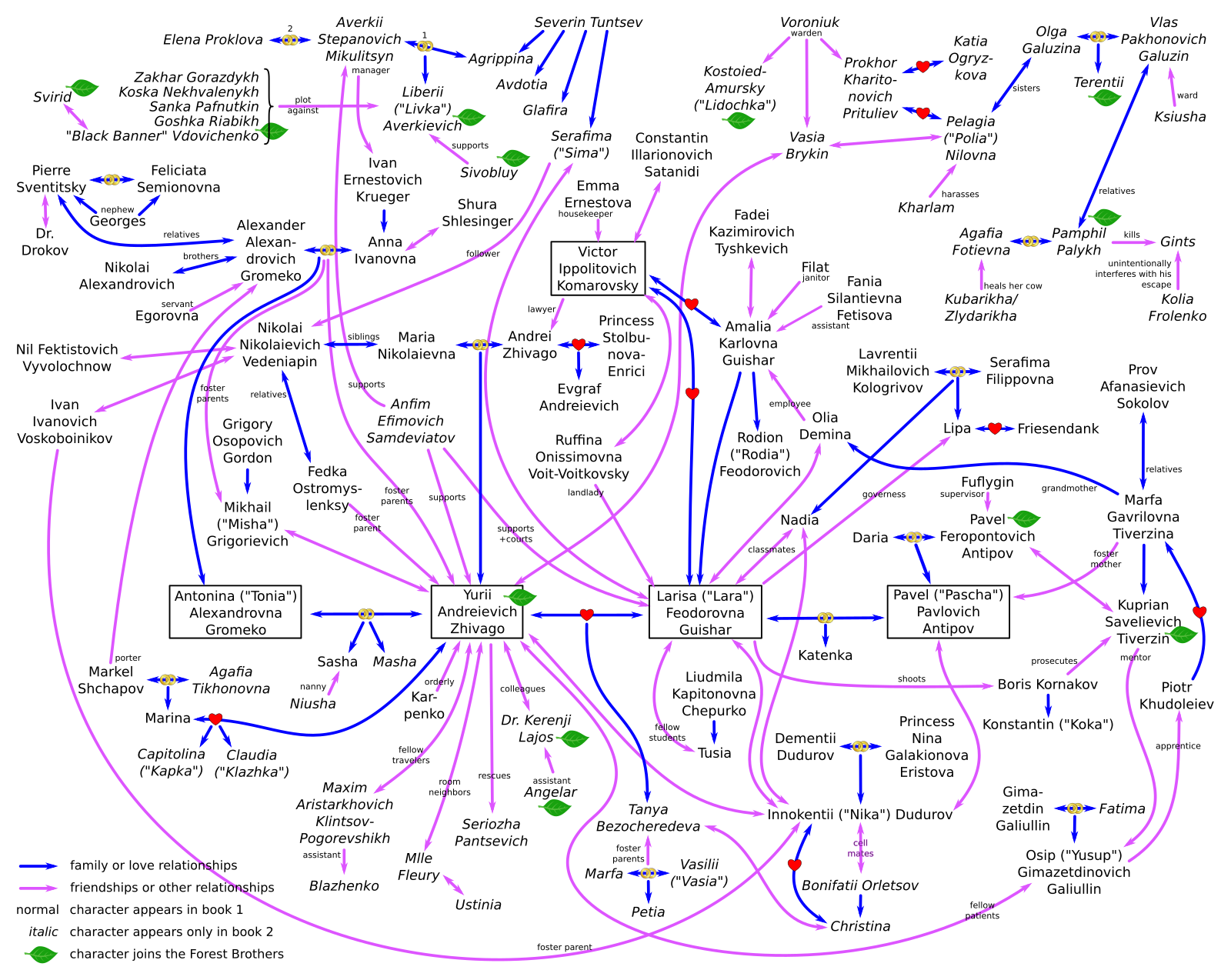
La trame générale et les relations entre les personnages (orthographe anglaise dans l'image) sont complexes.

L'intrigue du roman est longue et complexe. Elle peut être difficile à suivre pour deux raisons. Premièrement, Boris Pasternak emploie de nombreux personnages, qui interagissent les uns avec les autres tout au long du livre de manière imprévisible. Deuxièmement, il présente fréquemment un personnage par l'un de ses trois noms, puis fait référence à ce personnage par un autre de ses trois noms ou un surnom, sans préciser qu'il s'agit du même personnage.
Le livre brosse un tableau du passage de l'Empire russe à l'Union des républiques socialistes soviétiques et décrit la terrible guerre civile russe qui martyrisa sa population, ceux qui y croyaient comme ceux qui n'y croyaient pas. La Sibérie, où se déroule une partie de l'action dans les années 1920, est décrite d'une manière particulièrement attachante.

### Première partie: Le rapide de 5 heures
Russie impériale, 1902. Le roman s'ouvre sur une liturgie funéraire orthodoxe russe, ou panikhide, pour la mère de Iouri, Maria Nikolaïvna Jivago. Abandonné depuis longtemps par son père, Iouri est recueilli par son oncle maternel, Nikolaï Nikolaïévitch Védéniapine, un philosophe et ancien prêtre orthodoxe qui travaille maintenant pour l'éditeur d'un journal progressiste dans une capitale provinciale sur la Volga. Le père de Iouri, Andrei Jivago, était autrefois un riche membre de la noblesse marchande moscovite, mais il a dilapidé la fortune familiale en Sibérie en se livrant à la débauche et à la fête.
L'été suivant, Iouri (qui a 11 ans) et Nikolaï Nikolaïévitch se rendent à Duplyanka, la propriété de Lavrenti Mikhaïlovitch Kologrivov, un riche marchand de soie. Ils ne sont pas là pour rendre visite à Kologrivov, qui est à l'étranger avec sa femme, mais pour rendre visite à un ami commun, Ivan Ivanovitch Voskoboinikov, un intellectuel qui vit dans la maison de l'intendant. Les filles de Kologrivov, « Nadia » (qui a 15 ans) et Lipa (qui est plus jeune), vivent également au domaine avec une gouvernante et des domestiques. Innokenti [Nika] Doudorov, un garçon de 13 ans, qui est le fils d'un terroriste condamné, a été placé chez Ivan Ivanovitch par sa mère et vit avec lui dans le cottage. Alors que Nikolaï Nikolaïévitch et Ivan Ivanovitch se promènent dans le jardin et discutent de philosophie, ils remarquent qu'un train passant au loin s'est arrêté à un endroit inattendu, indiquant que quelque chose ne va pas. Dans le train, un garçon de 11 ans, Mikhaïl [Micha] Gordon, voyage avec son père. Ils sont dans le train depuis trois jours. Pendant ce temps, un homme aimable avait donné à Micha de petits cadeaux et avait parlé pendant des heures avec son père, Grigory Ossipovitch Gordon. Cependant, encouragé par son avocat, qui voyageait avec lui, l'homme s'était enivré. Finalement, l'homme s'est précipité dans le vestibule du wagon en marche, a écarté le père du garçon, a ouvert la porte et s'est jeté dehors, se tuant. Le père de Micha a alors tiré le frein d'urgence, ce qui a entraîné l'arrêt du train. Les passagers débarquent et voient le cadavre tandis que la police est appelée. L'avocat du défunt se tient près du corps et attribue le suicide à l'alcoolisme.

### Deuxième partie: La petite fille d'un autre milieu
Pendant la guerre russo-japonaise (1904-1905), Amélie Karlovna Guichard arrive à Moscou en provenance de l'Oural avec ses deux enfants : Rodion [Rodia] et Larissa [Lara]. Le défunt mari de Mme Guichard était un Belge qui travaillait comme ingénieur pour les chemins de fer et était ami avec Viktor Ippolitovitch Komarovski, avocat et « homme d'affaires au sang froid ». Komarovski les installe dans des chambres de l'hôtel miteux Montenegro, inscrit Rodion dans le corps des cadets et inscrit Lara dans un lycée de filles. L'école de filles est la même que celle où va Nadia Kologrivov. Sur les conseils de Komarovski, Amélie investit dans un petit atelier de couture. Amélie et ses enfants vivent à l'hotel Monténégro pendant environ un mois avant d'emménager dans l'appartement au-dessus de l'atelier de couture. Malgré la liaison qu'il entretient avec Amélie, Komarovski subjugue et séduit Lara dans le dos de sa mère.
Début octobre, les ouvriers de la ligne de chemin de fer Moscou-Brest se mettent en grève. Le contremaître de la gare est Pavel Féraponvitch Antipov. Son ami Kipriane Savéliévitch Tiverzine est appelé dans un des ateliers du chemin de fer et empêche un ouvrier de battre son apprenti (qui s'appelle Ossip Himazeddinovtich Galioulline). La police arrête Pavel Féraponvitch pour son rôle dans la grève. Le fils de Pavel Féraponvitch, Pavel [Pacha, Pachka, Pachenka] Pavlovitch Antipov, vient vivre avec Tiverzine et sa mère. La mère de Tiverzine et Pavel participent à une manifestation qui est attaquée par des dragons, mais ils survivent et rentrent chez eux. Alors que les manifestants fuient les dragons, Nikolaï Nikolaïévitch (l'oncle de Iouri) se tient dans un appartement de Moscou, à la fenêtre, et regarde les gens s'enfuir. Il y a quelque temps, il a déménagé de la région de la Volga à Pétersbourg, et en même temps, il a fait venir Iouri à Moscou pour vivre chez les Groméko. Nikolaï Nikolaïévitch était alors venu de Pétersbourg à Moscou plus tôt dans l'automne, et logeait chez les Sventitsky, qui étaient des parents éloignés. La famille Groméko se compose d'Alexandre Alexandrovitch Groméko, de sa femme Anna Ivanovna et de son frère célibataire Nikolaï Alexandrovitch. Anna est la fille d'un riche magnat de l'acier, aujourd'hui décédé, originaire de la région de Yuriatino dans l'Oural. Ils ont une fille, Tonya.
En janvier 1906, les Groméko organisent un soir un récital de musique de chambre chez eux. L'un des interprètes est un violoncelliste qui est un ami d'Amélie et son voisin  à l'hotel Monténégro. Au milieu de la représentation, le violoncelliste est rappelé au Monténégro car, lui dit-on, quelqu'un y est en train de mourir. Alexandre Alexandrovitch, Iouri et Micha viennent avec le violoncelliste. Au Monténégro, les garçons se tiennent dans le couloir à l'extérieur d'une des chambres, embarrassés, tandis qu'Amélie, qui a pris du poison, est traitée avec un émétique. Finalement, les employés de la pension qui sont génés par leur présence dans le couloir les font entrer dans la chambre. Les garçons sont rassurés qu'Amélie soit hors de danger et, une fois à l'intérieur de la pièce, ils la voient, à moitié nue et en sueur, parler avec le violoncelliste ; elle lui dit qu'elle avait des « soupçons » mais que « heureusement, tout cela s'est avéré être des bêtises ». Les garçons remarquent ensuite, dans une partie sombre de la pièce, une jeune fille (il s'agit de Lara) endormie sur une chaise. De façon inattendue, Komarovski sort de derrière un rideau et pose une lampe sur la table à côté de la chaise de Lara. La lumière la réveille et celle-ci, ignorant que Iouri et Micha la regardent, partage un moment d'intimité avec Komarovski, « comme s'il était un marionnettiste et elle une marionnette, obéissant aux mouvements de sa main ». Ils échangent des regards complices, heureux que leur secret n'ait pas été découvert et qu'Amélie ne soit pas morte. C'est la première fois que Iouri voit Lara, et il est fasciné par la scène. Micha murmure alors à Iouri que l'homme qu'il observe est le même que celui qui a soûlé son père dans le train peu avant le suicide de ce dernier.

### Troisième partie: L'arbre de Noël chez les Sventiski
En novembre 1911, Anna Ivanovna Groméko tombe gravement malade d'une pneumonie. À cette époque, Iouri, Micha et Tonia étudient pour devenir respectivement médecin, philologue et avocate. Iouri apprend que son père a eu un enfant, un garçon nommé Evgraf, de la princesse Stolbunova-Enrizzi.
Le récit revient au printemps 1906. Lara est de plus en plus tourmentée par l'emprise de Komarovski sur elle, qui dure maintenant depuis six mois. Afin de s'éloigner de lui, elle demande à sa camarade de classe et amie Nadia Laurentovna Kologrivov de l'aider à trouver un emploi de préceptrice. Nadia lui dit qu'elle peut travailler pour sa propre famille, car il se trouve que ses parents recherchent un tuteur pour sa sœur Lipa. Lara passe plus de trois ans à travailler comme gouvernante pour les Kologrivov. Lara admire les Kologrivov et ils l'aiment comme si elle était leur propre enfant. Au cours de sa quatrième année chez les Kologrivov, Lara reçoit la visite de son frère Rodia. Il a besoin de 700 roubles pour couvrir une dette. Lara indique qu'elle va essayer d'obtenir l'argent et demande en échange le revolver des cadets de Rodia ainsi que quelques cartouches. Elle obtient l'argent de Kologrivov. Elle ne peut rembourser son emprunt , car elle utilise son salaire pour aider son petit ami Pacha Antipov (voir ci-dessus) et son père (qui vit en exil), à l'insu de Pacha.
Nous avançons jusqu'en 1911. Lara visite pour la dernière fois la propriété de campagne des Kologrivov avec eux. Elle commence à être mécontente de sa situation, mais elle profite quand même des loisirs de la propriété et devient une excellente tireuse avec le revolver de Rodia. Lorsqu'elle et sa famille retournent à Moscou, son mécontentement s'accroît. Vers Noël, elle décide de se séparer des Kologrivov et de demander à Komarovski l'argent nécessaire pour rembourser Kologrivov. Elle prévoit de tuer Komarovski avec le revolver de Rodia s'il refuse. Le 27 décembre, date de la fête de Noël chez les Sventitski, elle se rend au domicile de Komarovski mais on lui répond qu'il est à une fête de Noël. Elle obtient l'adresse de la fête et s'y rend, mais se ravise et rend visite à Pacha à la place. Elle lui dit qu'ils devraient se marier tout de suite, et il accepte. Au moment où Lara et Pacha ont cette discussion, Iouri et Tonia passent devant l'appartement de Pacha dans la rue, en allant chez les Sventitski. Ils arrivent à la fête et profitent des festivités. Plus tard, Lara arrive à la fête. Elle ne connaît personne d'autre que Komarovski et n'est pas habillée pour un bal. Elle essaie d'attirer l'attention de Komarovski sur elle, mais il joue aux cartes et ne la remarque pas ou fait semblant de ne pas la remarquer. Grâce à quelques déductions rapides, elle comprend que l'un des hommes qui joue aux cartes avec Komarovski est Kornakov, un procureur du tribunal de Moscou. Il a poursuivi un groupe de cheminots dont faisait partie Kiprian Tiverzin, le père adoptif de Pacha. Plus tard, alors que Iouri et Tonia dansent, un coup de feu retentit. Il y a une grande agitation et on découvre que Lara a tiré sur Kornakov (et non Komarovski) et que Kornakov n'a reçu qu'une blessure mineure. Lara s'est évanouie et est traînée par quelques invités jusqu'à une chaise ; Iouri la reconnaît avec stupéfaction. Il se dirige vers Lara pour lui prodiguer des soins médicaux, mais change de cap et se tourne vers Kornakov, car c'est lui la victime nominale. Il déclare que la blessure de Kornakov n'est qu'une « bagatelle » et s'apprête à soigner Lara lorsque Mme Sventitski et Tonia lui disent qu'il doit rentrer chez lui d'urgence car quelque chose ne va pas avec Anna Ivanovna. Lorsque Iouri et Tonia rentrent chez eux, ils découvrent qu'Anna Ivanovna est morte.

### Quatrième partie: Les échéances approchent
Komarovski utilise ses relations politiques pour protéger Lara des poursuites judiciaires. Lara et Pacha se marient, obtiennent leur diplôme universitaire et partent aussitôt pour Iouriatine en train.
Le récit se déroule au deuxième automne de la Première Guerre mondiale. Iouri a épousé Tonia et travaille comme médecin dans un hôpital de Moscou. Tonia donne naissance à leur premier enfant, un fils. De retour à Iouriatine, les Antipov ont également leur premier enfant, une fille nommée Katenka. Bien qu'il aime profondément Lara, Pacha se sent de plus en plus étouffé par son amour. Afin de s'échapper, il se porte volontaire dans l'armée impériale russe. Lara commence à travailler comme enseignante à Iouriatine. Sans nouvelle de Pacha pendant plusieurs mois, elle s'engage comme infirmière et se fait nommer sur le front à la recherche de Pacha dans une ville de Galicie, sa derniere adresse connue. Cette ville se trouve être celle où Iouri travaille désormais comme médecin militaire. En fait, le lieutenant Antipov a été  fait prisonnier par l'armée austro-hongroise, mais est déclaré à tort disparu au combat. Blessé par un tir d'artillerie, Iouri est envoyé dans un hôpital de campagne  dans la ville de Meliuzeevo, où Lara est son infirmière. Galioulline (l'apprenti qui a été battu dans la deuxième partie) est également présent dans le service de Lara, se remettant de ses blessures. Il est maintenant lieutenant dans l'unité de Pacha ; il informe Lara que Pacha est vivant, mais elle en doute. Lara apprend à mieux connaître Iouri mais n'est pas impressionnée par lui. À la toute fin de cette partie, on annonce à l'hôpital qu'il y a eu une révolution.

### Cinquième partie: L'adieu au passé
Après sa guérison, le docteur Jivago reste à l'hôpital en tant que médecin. Il se retrouve ainsi en contact étroit avec Lara. Tous deux (ainsi que Galioulline) essaient d'obtenir la permission de partir et de rentrer chez eux.
À Méliouzéiev, un commissaire du gouvernement provisoire récemment arrivé, du nom de Hinz (ou Hinze), est informé qu'une unité militaire locale a déserté et campe dans une forêt défrichée voisine. Hinz décide d'accompagner une troupe de cosaques qui a été convoquée pour encercler et désarmer les déserteurs. Il pense pouvoir faire appel à la fierté des déserteurs en tant que « soldats de la première armée révolutionnaire du monde ». Un train de cosaques à cheval arrive et les cosaques entourent rapidement les déserteurs. Hinz entre dans le cercle des cavaliers et fait un discours aux déserteurs. Son discours se retourne contre lui, si bien que les cosaques qui sont là pour le soutenir rengainent progressivement leurs sabres, descendent de cheval et commencent à fraterniser avec les déserteurs. Les officiers cosaques conseillent à Hinz de fuir, ce qu'il fait, mais il est poursuivi par les déserteurs et brutalement assassiné par eux à la gare.
Peu avant son départ, Iouri dit au revoir à Lara. Il commence par exprimer son enthousiasme à l'idée que « le toit de toute la Russie a été arraché et que nous, ainsi que tout le peuple, nous trouvons pour la première fois à ciel ouvert », en pleine liberté. Malgré lui, il commence alors à dire maladroitement à Lara qu'il a des sentiments pour elle. Lara l'arrête et ils se séparent. Une semaine plus tard, ils partent par des trains différents, elle pour Iouriatine et lui pour Moscou. Dans le train pour Moscou, Iouri réfléchit au fait que le monde est devenu très différent et qu'il a « honnêtement essayé de toutes ses forces de ne pas aimer [Lara] ».

### Sixième à neuvième partie: La halte de Moscou - Le voyage - L'arrivée - Varykino
Après la révolution d'Octobre et la guerre civile russe qui s'ensuit, Iouri et sa famille décident de fuir en train vers l'ancienne propriété de la famille de Tonia (appelée Varykino), située près de la ville de Iouriatine dans les montagnes de l'Oural. Pendant le voyage, il rencontre le commissaire Strelnikov (« le bourreau »), un commandant redoutable qui exécute sommairement les Blancs capturés et de nombreux civils. Iouri et sa famille s'installent dans une maison abandonnée du domaine. Pendant l'hiver, ils se lisent des livres et Iouri écrit des poèmes et des articles de journal. Le printemps arrive et la famille se prépare à travailler à la ferme. Iouri se rend à Iouriatine pour utiliser la bibliothèque publique et, lors d'une de ces visites, il aperçoit Lara à la bibliothèque. Il décide de lui parler, mais termine d'abord un travail et, quand il lève les yeux, elle est partie. Il obtient l'adresse de son domicile grâce à un formulaire qu'elle a remis au bibliothécaire. Lors d'une autre visite en ville, il lui rend visite dans son appartement (qu'elle partage avec sa fille). Elle l'informe que Strelnikov est bien Pacha, son mari. Lors d'une des visites suivantes de Iouri à Iouriatine, ils consomment leur relation. Ils se retrouvent régulièrement à son appartement pendant plus de deux mois, mais Iouri, alors qu'il rentre d'un de leurs rendez-vous galants dans sa maison du domaine, est enlevé par des hommes fidèles à Livéri, commandant de la « Confrérie de la forêt », une bande de partisans bolcheviks, pour être leur médecin.

### Dixième à treizième partie: Sur la grand-route - La milice des bois - Le sorbier givré - En face de la maison aux statues
Livéri est un vieux bolchevik dévoué et un leader très efficace de ses hommes. Cependant, Livéri est aussi un cocaïnomane, une grande gueule et un narcissique. Il ennuie constamment Iouri avec ses longues conférences sur les gloires du socialisme et sa victoire inévitable. Iouri passe plus de deux ans avec Livéri et ses partisans, puis parvient finalement à s'échapper. Après un éreintant voyage de retour à Iouriatine, effectué en grande partie à pied, Iouri se rend en ville pour voir Lara en premier, plutôt que d'aller à Varykino pour voir sa famille. En ville, il apprend que sa femme, ses enfants et son beau-père ont fui le domaine et sont rentrés à Moscou. De Lara, il apprend que Tonia a accouché d'une fille après son départ. Lara a assisté à la naissance et elle et Tonia sont devenues des amies proches. Iouri trouve un emploi et reste avec Lara et sa fille pendant quelques mois. Un jour, un habitant de la ville remet à Iouri une lettre de Tonia, écrite cinq mois plus tôt et qui est passée entre d'innombrables mains avant de parvenir à Iouri. Dans cette lettre, Tonia l'informe qu'elle, les enfants et son père vont s'exiler, probablement à Paris. Elle dit : « Le problème, c'est que je t'aime et que tu ne m'aimes pas » et « Nous ne nous reverrons jamais, jamais ». Lorsque Iouri termine la lecture de la lettre, il a des douleurs à la poitrine et s'évanouit.

### Quatorzième partie: Retour à Varykino
Komarovski réapparaît. Ayant usé de son influence au sein du PCUS, Komarovski a été nommé ministre de la Justice de la République d'Extrême-Orient, un État fantoche soviétique situé en Sibérie. Il propose de faire sortir clandestinement Iouri et Lara du territoire soviétique. Ils refusent d'abord, mais Komarovski déclare, à tort, que Pacha Antipov est mort, ayant perdu les faveurs du Parti. Affirmant que cela placerait Lara dans le collimateur de la Tchéka, il persuade Iouri qu'il est dans son intérêt de partir à l'Est. Iouri convainc Lara de partir avec Komarovski, en lui disant qu'il la suivra bientôt. Pendant ce temps, le général Strelnikov (Pacha), pourchassé, revient à Varykino pour chercher Lara. Il ne trouve que Iouri, car Lara est déjà partie avec Komarovski. Après avoir exprimé ses regrets pour la douleur qu'il a causée à son pays et à ses proches, Pacha se suicide. Iouri retrouve son corps le lendemain matin.

### Quinzième partie: La fin
Après son retour à Moscou, la santé de Jivago décline ; il épouse une autre femme, Marina, avec laquelle il a deux enfants. Il prévoit également de nombreux projets d'écriture qu'il ne terminera jamais. Iouri quitte sa nouvelle famille et ses amis pour vivre seul à Moscou et travailler à son écriture. Cependant, après avoir vécu seul pendant une courte période, il meurt d'une crise cardiaque en prenant le tramway. Pendant ce temps, Lara retourne en Russie pour apprendre la mort de son mari et assiste aux funérailles de Iouri Jivago. Elle persuade le demi-frère de Iouri, Evgraf Jivago, qui est maintenant général du NKVD, de l'aider à retrouver la fille qu'elle a conçue avec Iouri, mais qu'elle a abandonnée dans l'Oural. Finalement, Lara disparaît, on la croit arrêtée pendant la Grande Purge de Joseph Staline et elle meurt au goulag, « un numéro sans nom sur une liste qui a ensuite été égarée ».

### Seizième partie: Épilogue*
Pendant la Seconde Guerre mondiale, les vieux amis du docteur, Nika Doudorov et Micha Gordon, se retrouvent. L'une de leurs discussions porte sur une blanchisseuse locale nommée Tania, une bezprizornaya, ou orpheline de guerre, et sa ressemblance avec Iouri et Lara. Tania raconte aux deux hommes l'enfance difficile qu'elle a eue, car sa mère l'a abandonnée pour épouser Komarovski. Beaucoup plus tard, les deux hommes se retrouvent autour de la première édition des poèmes de Iouri Jivago.

### Dix-septième partie: Vers de Iouri Jivago
Il s'agit d'une suite de vers écrit par le docteur Jivago.

## Personnages
Les noms en italique, entre crochets, sont les diminutifs des prénoms.
Personnages principaux :
- Iouri [Iroura, Iouratchka] Andréievitch Jivago : Le docteur Jivago. Fils d'un riche industriel sibérien et de Maria Nikolaïvna, née Védéniapine ; mari d'Antonina [Antonia, Tonia] Alexandrovna (née Groméko), dont il a deux enfants, Sacha et Macha.
- Larissa [Lara] Fiodorovna Antipova (née Guichard) : Mariée à Pavel Pavlovitch Antipov. Ils ont une fille, Katia.
- Pavel [Pacha, Pachka, Pachenka] Pavlovitch Antipov : Fils du cheminot Pavel Féraponvitch Antipov et de Daria Filimonovna. Professeur, puis général de l'armée révolutionnaire sous le pseudonyme de Strelnikov.
- Viktor Ippolitovitch Komarovski : Avocat, puis homme politique pendant la révolution. Protecteur d'Amélie Karlovna Guichard. Amant de Larissa Fiodorovna.

Familles de Larissa et du docteur Jivago :
- Evgraf [Grania] Andréievitch Jivago : Demi-frère du docteur Jivago.
- Nikolaï [Kolia] Nikolaïévitch Védéniapine : Écrivain et philosophe. Oncle du docteur Jivago.
- Antonina [Antonia, Tonia] Alexandrovna Jivago: Fille d'Anna Ivanovna et d'Alexandre Alexandrovitch Groméko, mariée au docteur Jivago, ils ont deux enfants, Sacha et Macha.
- Alexandre Alexandrovitch Groméko: Professeur d'agronomie. Mari d'Anna Ivanovna, née Krüger, fille d'un maître de forge de l'Oural, Ivan Ernestovitch Krüger. Ils ont une fille, Antonina [Tonia].
- Amélie Karlovna Guichard : Française, veuve d'un ingénieur belge établi dans l'Oural. Mère de Rodion [Rodia], cadet de l'armée impériale, et de Larissa [Lara].

Amis et liaisons du docteur Jivago :
- Mikhaïl [Micha] Gordon : Fils de l'avocat Grigori Ossipovitch Gordon. Ami du docteur Jivago.
- Innokenti [Nika] Doudorov : Fils de l'anarchiste Démenti Doudorov et de la princesse géorgienne Nina Galaktionovna. Ami du docteur Jivago.
- Vassia Brykine : Evadé de l'armée du travail. Compagnon de voyage du docteur Jivago, il devient son protégé.
- Marina [Marinka] Chtchapov : Fille du portier Markel Chtapov et d'Agafia Tikhonovna. Dernière liaison du docteur Jivago dont elle a deux filles: Kapitolina [Kapa] et Klavdia [Klava].
- Anfime Efimovitch Samdéviatov : Haut fonctionnaire bolchévique, protecteur et ami des familles Mikoulitsyne et Jivago.

Les enfants :
- Sacha (Sachenka, Sanetchka, Choura, Chourotchka; diminutifs d'Alexandre) : Fils d'Antonia Alexandrovna et du docteur Jivago.
- Macha (diminutif de Maria) : Fille d'Antonina Alexandrovna et du docteur Jivago.
- Katia (Katenka; diminutifs d'Ekatérina) : Fille de Larissa Fiodorovna et de Pavel Pavlovitch Antipov.
- Tania Bezotcheredeva : Fille de Larissa Fiodorovna et du docteur Jivago.

Connaissances de Larissa :
- Lavrenti Mikhaïlovitch Kologrivov : Riche industriel. Père de Nadia et de Lipa, amies d'enfance d'adolescence de Larissa Fiodorovna.

Autres :
- Ossip [Ioussoup, Ioussoupka] Himazeddinovtich Galioulline : Fils du concierge Himazeddine et de Fatima. Mécanicien, puis général de l'armée blanche pendant la révolution.
- Térenti [Térécha, Téréchka] Galouzine : fils du marchand Vlas [Vlassouchka] Pakhomovitch Galouzine, et d'Olga [Olia] Nilovna ; neveu de Pélaguéia Nilovna Tiagounova. Conscrit de l'armée blanche réfugié chez les partisans.
- Averki Stépanovitch Mikoulitsyne : Ancien intendant des forges Krüger. Il a un fils, Livéri, de sa première femme, Agrippina Sévérovna, née Tountsov. Sa seconde femme est Eléna [Lenotchka] Proklovna.
- Livéri [Livka, Liberius ] Averkiévitch Mikoulistsyne : Fils d'Averki Stépanovitch Mikoulitsyne. Chef des partisans de la milice des bois, sous le pseudonyme de Lesnykh.
- Khristina Orletsova : Fille du prêtre Bonifatsi, fiancée d'Innokenti Doudorov. Héroïne de guerre.
- Pamphile Palykh : Partisan. Ancien soldat de l'armée impériale, il est le meurtrier du commissaire aux armées Hinze.
- Pélaguéïa [Palacha, Polia] Nilovna Tiagounova : Sœur d'Olga Nilovna Galouzina. Amie de Vassia Brykine.
- Kipriane [Kouprik] Savéliévitch Tiverzine : Fils du cheminot Savéli Nikititch Tiverzine de Marfa Gavrilovan. Cheminot, puis membre d'un tribunal révolutionnaire avec son ami Pavel Férapontovitch Antipov.
- Tountov (les sœurs), Evdokia [Avdottia], Glafira [Glacha] et Sérafima [Sima, Simouchka, Simotchka] Sévérinovna. Belles-sœurs d'Averki Stépanovitch Mikoulitsyne, et tantes de Livéri Averkiévitch.

## Citations
« Un jour, Larissa Fiodorovna sortit et ne revint plus. Sans doute fut-elle arrêtée dans la rue. Elle dut mourir ou disparaître on ne sait où, oubliée sous le numéro anonyme d'une liste perdue, dans un des innombrables camps de concentration du Nord. »

— Boris Pasternak, Le Docteur Jivago, « La Fin », XVII.

« Ma charmante, mon inoubliable ! Tant que le creux de mes bras se souviendra de toi, tant que tu seras encore sur mon épaule et sur mes lèvres, je serai avec toi. Je mettrai toutes mes larmes dans quelque chose qui soit digne de toi, et qui reste. J'inscrirai ton souvenir dans des images tendres, tristes à vous fendre le cœur. Je resterai ici jusqu’à ce que ce soit fait. Et ensuite je partirai moi aussi. »

— Boris Pasternak, Le Docteur Jivago.

## Cinéma et télévision
- 1965 : Le Docteur Jivago, film italo-américain de David Lean
- 2002 : Le Docteur Jivago (en) (Doctor Zhivago), série télévisée britannique de Giacomo Campiotti, sur un scénario d'Andrew Davies[10]
- 2006 : Le Docteur Jivago (ru) (Доктор Живаго), série télévisée russe d'Alexandre Prochkine[11]

## Éditions françaises
- Le Docteur Jivago, Paris, Gallimard, 1958, collection Du monde entier, traduction originale de Michel Aucouturier, Louis Martinez, Jacqueline de Proyart et Hélène Peltier- Zamoyska[12].
- Le Docteur Jivago, Paris, Gallimard, 1990, Bibliothèque de la Pléiade.
- Le Docteur Jivago, nouvelle traduction d'Hélène Henry, Gallimard, 2023. « C'est cette langue si sonore et musicale qu'elle a su restituer. Une langue qui capte les bruits, les voix, les cris de rage des mourants, tout en restant réceptive au chant des oiseaux et au crissement de la neige sous les patins des traineaux (Elena Balzamo)[13]. »